# Szűr Mari
Szűr Mari (Budapest, 1954. november 17. –) magyar színésznő.

## Pályafutása
Budapesten a Petőfi Sándor Gimnáziumban érettségizett. Pápai és budapesti középiskolás diáktársaival szerepelt Kardos Ferenc Petőfi'73 című filmjében. 1973-ban Bacsó Péter Harmadik nekifutás című filmjében is kapott kisebb szerepet. Fiatal lányként fotómodellkedéssel is foglalkozott. 1980-ban színészként diplomázott Gábor Pál osztályában a Színház és Filmművészeti Főiskolán. Érdekesség, hogy kimondottan filmszínészképzés illetve osztály, – amelyben Szűr Mari is végzett – a főiskola történetében csak kétszer: az 1932–33-as tanévben, és 1977-ben indult. Végzősként a következőket nyilatkozta: 

„„A hagyományos szakmai tantárgyakon kívül, mint amilyen például a beszédtechnika, ének, mozgásgyakorlat, színészmesterség, mindenekelőtt a műteremfoglalkozások jelentették a felkészülést a filmre. Gábor Pál vezette a műtermi gyakorlatokat a főiskola tévéstúdiójában. Nemcsak színészi helyzetgyakorlatokat kellett megoldanunk a kamerák előtt, hanem megismerkedtünk a technikával is. Mindenki csinált mindent: kameráztunk, vágtunk, világítottunk, rendeztünk...Az utóbbi évben négy filmben dolgoztam. Epizódszerepek voltak, vagy még akkorák sem; mégis mind lehetőség volt arra, hogy tanuljam a szakmából azt, ami csak forgatáson, gyakorlatban leshető el.””

 Főiskolásként a Vígszínházban volt gyakorlaton, de közreműködött Koncz Gábor Országúton című előadó estjén is, és évfolyamtársaival az egri nyári játékokon az Agria Játékszín előadásain.
Jelentősebb színpadi alakításai és vizsgamunkái  Arthur Miller Pillantás a hídról című drámájában Catherine szerepe és az Ódry Színpadon a párhuzamos operett-musical évfolyam vizsgaelőadásán, a Komédiások hajója című musicalben az Igó Évával felváltva játszott Parthy szerepe. Diploma megszerzése után 1980-tól a debreceni Csokonai Színház tagja volt. 1978-1983 között a MAFILM Színésztársulatának is tagja volt.
Fontosabb filmes munkái közé tartozik a Hosszú az út című NDK-tévéfilm főszerepe, az Erőd című film, melyet Szinetár Miklós rendezett, de szerepelt a  Szomszédok című teleregényben is.

## Magánélete
1981. október 30-án ment feleségül Ernyey Bélához, akitől később elvált. Bécsbe költözött.

## Színpadi szerepeiből
- Tennessee Williams: Múlt nyáron hirtelen... Miss Foxhill
- Arthur Miller: Pillantás a hídról... Catherine
- Jerome Ken – Oscar Hammerstein: Komédiások hajója... Parthy
- Fazekas Mihály – Bródy János: Lúdas Matyi... Úri dáma, Retekárus
- Balassi Bálint: Szép magyar komédia... Szülő
- Ismeretlen szerző: Borka asszony és György deák... szereplő
- Heinrich von Kleist: Homburg hercege... szereplő
- Déry Tibor – Pós Sándor – Presser Gábor – Adamis Anna: Képzelt riport egy amerikai popfesztiválról... szereplő
- Fényes Szabolcs – Harmath Imre: Maya... Madelaien

## Filmek, tv-játékok
- Petőfi '73 (1973)
- Harmadik nekifutás (1973)
- Szikrázó lányok (1974)
- Holnap lesz fácán (1974)
- Isztambuli vonat (sorozat - 1977)
- Kalaf és Turandot története (1978)
- A plakátragasztó (1978)
- A fürdőigazgató (1978)
- Az erőd (1979)
- Die lange Straße (Hosszú az út) (1979)
- A kedves szomszéd (1979)
- Ki beszél itt szerelemről? (1979)
- Angi Vera (1979)
- Imre (1979)
- A svéd, akinek nyoma veszett (1980)
- Isztambuli vonat (1980)
- Ollantay, az Andok vezére (1980)
- Naplemente délben (1980)
- Szerelmem, Elektra (1980)
- IV. Henrik király (1980)
- A Pogány Madonna (1981)
- Aszparuh kán (1981)
- Hínár (1981)
- Szomszédok (TV sorozat) 1988-1997